# Sartène
Sartène település Franciaországban, Corse-du-Sud megyében. Lakosainak száma 3732 fő (2022. január 1.). Sartène Arbellara, Belvédère-Campomoro, Bilia, Foce, Giuncheto, Granace, Grossa, Levie, Monacia-d'Aullène, Olmiccia, Pianottoli-Caldarello, Propriano és Viggianello községekkel határos.

## Népesség
A település népessége az elmúlt években az alábbi módon változott:
| Lakosok száma | 2913 | 3044 | 3525 | 3096 | 3403 | 3308 | 3259 | 3248 | 3408 | 3732 |
|               | 1968 | 1982 | 1990 | 2006 | 2013 | 2015 | 2017 | 2019 | 2020 | 2022 |